# ۱۶۰۲ (میلادی)
۱۶۰۲ (میلادی) هزار و ششصد  و دومین سال تقویم میلادی است.

## زادگان
- ۱۴ ژوئیه – ژول مازارن، کشیش، دیپلمات، و سیاست‌مدار فرانسوی (د. ۱۶۶۱)
- ۸ اوت – ژیل دو روبروال، ریاضی‌دان و فیلسوف فرانسوی (د. ۱۶۷۵)